# 雷莹
雷莹（LEI Ying，1992年7月1日—），福建厦门人，中国女子体育舞蹈运动员。

## 簡歷
雷莹在6歲時便開始跟隨严小玲老师學習舞蹈，自小已多次贏得全省和全国的青少年舞蹈比賽冠军。
2009年，雷莹和一厦门选手合作贏得全国体育舞蹈锦标赛10项全能冠军。
2010年11月，雷莹代表中國出戰廣州亞運會，與合作不夠一年的吴稚安參加體育舞蹈比賽的标准舞-狐步項目，奪得金牌。

## 外部連結
- 2010年亚洲运动会中国代表团 - 雷莹[]